# 津南駅
津南駅（つなんえき）は、新潟県中魚沼郡津南町大字外丸丁にある、東日本旅客鉄道（JR東日本）飯山線の駅である。

## 歴史
- 1927年（昭和2年）8月1日：飯山鉄道の越後外丸駅（えちごとまるえき）として開業[1]。
- 1944年（昭和19年）6月1日：国有化により、運輸通信省（のちの日本国有鉄道）飯山線の駅となる[1]。
- 1968年（昭和43年）10月1日：津南駅に改称[1]。
- 1982年（昭和57年）10月31日：貨物の取り扱いを廃止[3]。
- 1984年（昭和59年）2月1日：荷物の扱いを廃止[4]。
- 1987年（昭和62年）4月1日：国鉄分割民営化に伴い、JR東日本の駅となる[1][4]。
- 1995年（平成7年）4月28日：駅舎を改築し、温泉との併設駅となる[5]。

## 駅構造
越後川口方面に向かって右側にある単式ホーム1面1線および留置線を有する地上駅である。かつては島式ホーム1面2線を持ち、列車同士の行き違いが可能であった。
駅舎は温泉施設「リバーサイド津南」との合築となっており、1階にはフロントとそば屋、2階には温泉の浴室がある。敷地をJRが提供した上で津南町が建物を総事業費約3億円で建設したもので、鉄筋コンクリート造り地下1階地上2階建て延べ床面積865平方メートルである。定休日は毎週月曜日（祝祭日は営業）であるが、元日は臨時休業になる。
十日町駅管理の簡易委託駅であり、温泉のフロントで乗車券の発売を行っている。

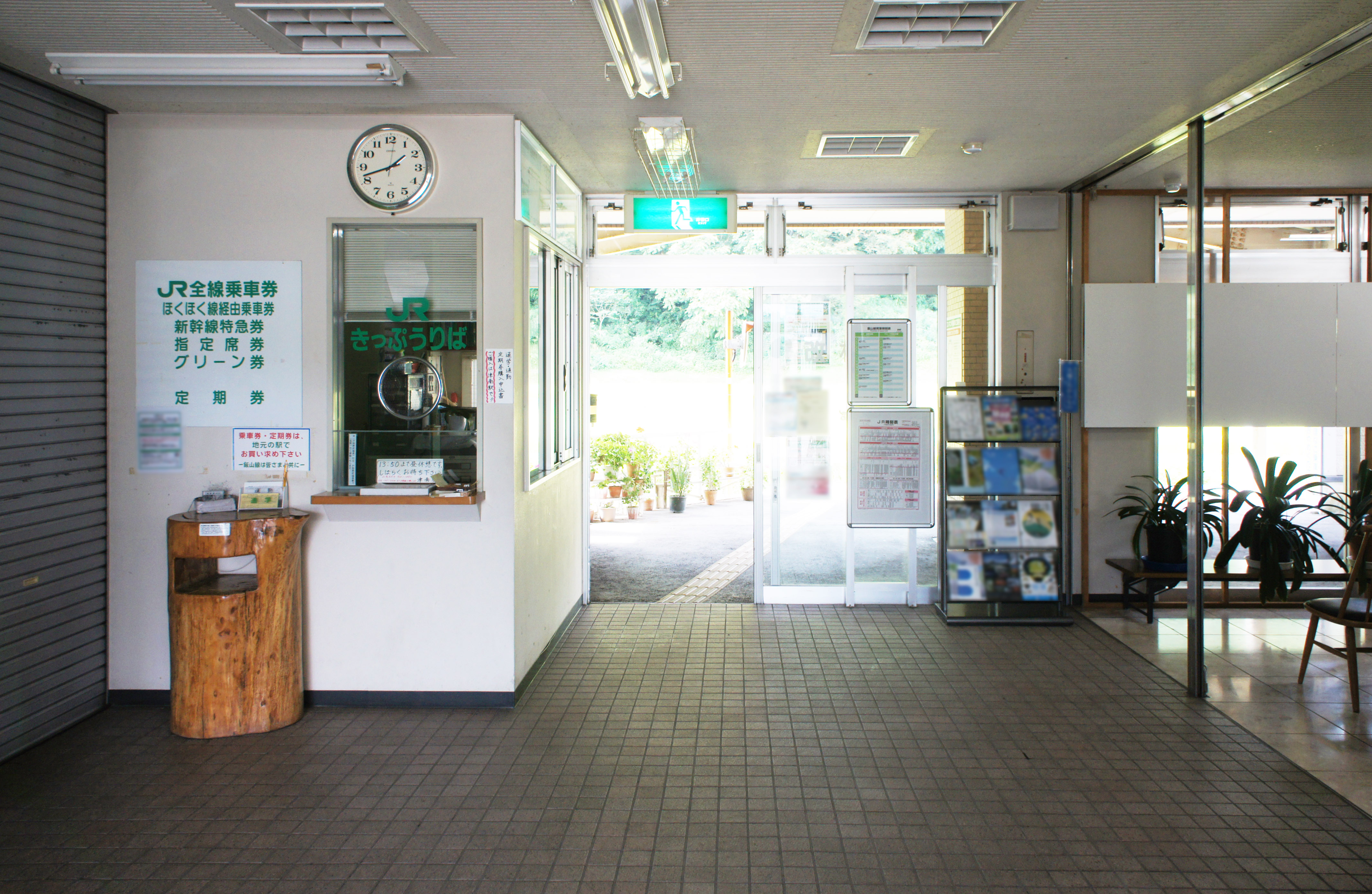
改札口（2021年9月）
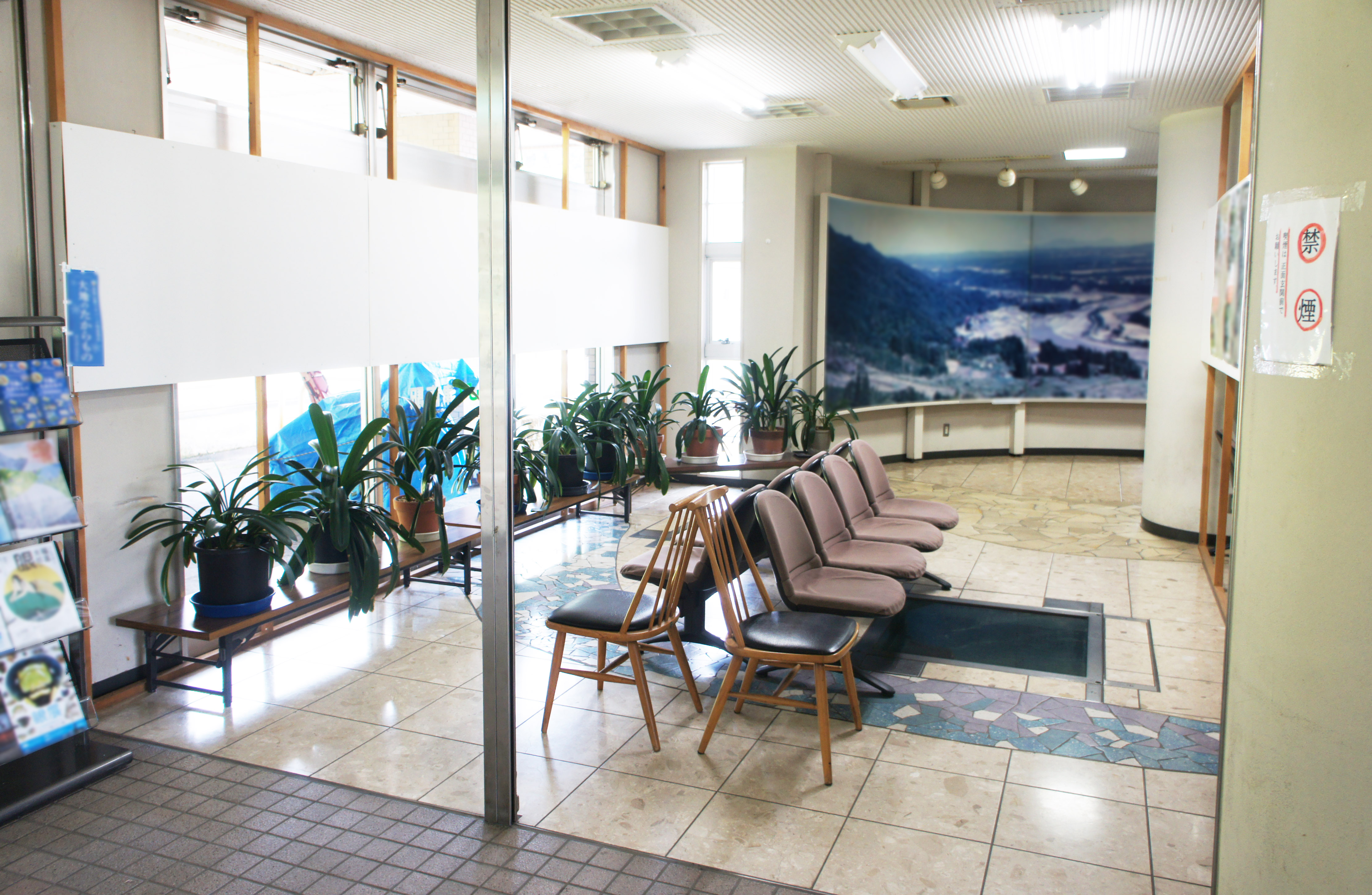
待合室（2021年9月）
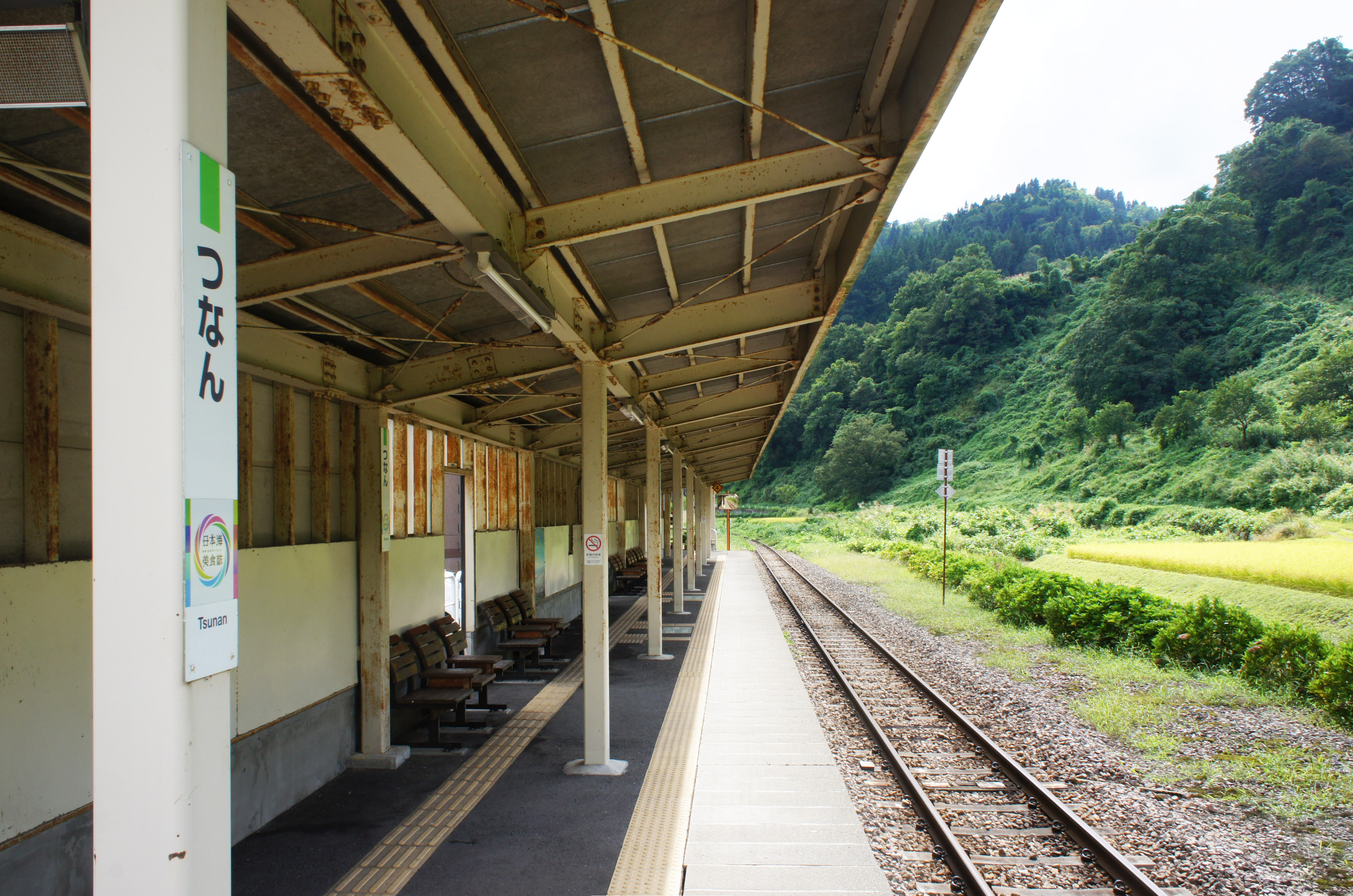
ホーム（2021年9月）

## 利用状況
JR東日本によると、2023年度（令和5年度）の1日平均乗車人員は62人である。
2000年度（平成12年度）以降の推移は以下のとおりである。
| 1日平均乗車人員推移 | 1日平均乗車人員推移 | 1日平均乗車人員推移 | 1日平均乗車人員推移 | 1日平均乗車人員推移 |
| 年度                | 定期外              | 定期                | 合計                | 出典                |
| ------------------- | ------------------- | ------------------- | ------------------- | ------------------- |
| 2000年（平成12年）  |                     |                     | 107                 | [ 利用客数 2 ]      |
| 2001年（平成13年）  |                     |                     | 115                 | [ 利用客数 3 ]      |
| 2002年（平成14年）  |                     |                     | 111                 | [ 利用客数 4 ]      |
| 2003年（平成15年）  |                     |                     | 114                 | [ 利用客数 5 ]      |
| 2004年（平成16年）  |                     |                     | 108                 | [ 利用客数 6 ]      |
| 2005年（平成17年）  |                     |                     | 111                 | [ 利用客数 7 ]      |
| 2006年（平成18年）  |                     |                     | 141                 | [ 利用客数 8 ]      |
| 2007年（平成19年）  |                     |                     | 161                 | [ 利用客数 9 ]      |
| 2008年（平成20年）  |                     |                     | 172                 | [ 利用客数 10 ]     |
| 2009年（平成21年）  |                     |                     | 170                 | [ 利用客数 11 ]     |
| 2010年（平成22年）  |                     |                     | 160                 | [ 利用客数 12 ]     |
| 2011年（平成23年）  |                     |                     | 114                 | [ 利用客数 13 ]     |
| 2012年（平成24年）  | 13                  | 96                  | 109                 | [ 利用客数 14 ]     |
| 2013年（平成25年）  | 13                  | 104                 | 118                 | [ 利用客数 15 ]     |
| 2014年（平成26年）  | 18                  | 87                  | 106                 | [ 利用客数 16 ]     |
| 2015年（平成27年）  | 19                  | 89                  | 108                 | [ 利用客数 17 ]     |
| 2016年（平成28年）  | 23                  | 79                  | 103                 | [ 利用客数 18 ]     |
| 2017年（平成29年）  | 12                  | 67                  | 80                  | [ 利用客数 19 ]     |
| 2018年（平成30年）  | 13                  | 65                  | 79                  | [ 利用客数 20 ]     |
| 2019年（令和元年）  | 10                  | 66                  | 76                  | [ 利用客数 21 ]     |
| 2020年（令和02年）  | 6                   | 72                  | 78                  | [ 利用客数 22 ]     |
| 2021年（令和03年）  | 7                   | 66                  | 73                  | [ 利用客数 23 ]     |
| 2022年（令和04年）  | 10                  | 56                  | 67                  | [ 利用客数 24 ]     |
| 2023年（令和05年）  | 10                  | 52                  | 62                  | [ 利用客数 1 ]      |

## 駅周辺
津南町の中心部は信濃川の対岸にあり、国道405号の信濃川橋が当駅付近との間を結んでいる。当駅から町中心部を通る国道117号までは約1.5 km。中心部には数多くの商店のほか町役場や病院、中学校、新潟県立津南中等教育学校などがある一方、当駅周辺は住宅に加えて旅館や飲食店が数件立地するのみである。
- マウンテンパーク津南スキー場 - 駅前とは反対側に位置する。

## バス路線
2024年（令和6年）4月現在では、駅前の「津南駅前」バス停から南越後観光バスの路線（津南方面／鹿渡新田方面）が運行されるほか、乗合タクシーが設定されている。当駅を経由せず、対岸の中心市街地を発着する便も多く、中心街からは十日町駅や越後湯沢駅、森宮野原駅、秋山郷方面の路線バスのほか、スクールバスをはじめとした他の町内路線も運行されている。

## 隣の駅
東日本旅客鉄道（JR東日本）
■飯山線
- 臨時快速「おいこっと」停車駅

越後田中駅 - 津南駅 - 越後鹿渡駅

### 記事本文
1. 1 2 3 4 5 6 7  『JR全駅・全車両基地』 11頁
2. 1 2 3 4 5 6 7 8  『JR全駅・全車両基地』 26頁
3. ↑  「日本国有鉄道公示第142号」『官報』1982年10月30日。
4. 1 2  石野哲（編）『停車場変遷大事典 国鉄・JR編 Ⅱ』JTB、1998年、594頁。ISBN 978-4-533-02980-6。
5. 1 2  「JR東日本飯山線津南駅がリニューアル」『鉄道ジャーナル』第346号、鉄道ジャーナル社、1995年8月、90 - 91頁。
6. ↑  “JR東日本：駅構内図・バリアフリー情報（津南駅）”.   東日本旅客鉄道. 2024年9月4日閲覧。
7. ↑  “津南小学校～津南病院～津南駅～鹿渡新田線（時刻表）” (PDF). 津南・十日町地区.   南越後観光バス. 2025年5月8日閲覧。

### 利用状況
1. 1 2  “各駅の乗車人員（2023年度）”.   東日本旅客鉄道. 2024年7月21日閲覧。
2. ↑  “各駅の乗車人員（2000年度）”.   東日本旅客鉄道. 2019年4月9日閲覧。
3. ↑  “各駅の乗車人員（2001年度）”.   東日本旅客鉄道. 2019年4月9日閲覧。
4. ↑  “各駅の乗車人員（2002年度）”.   東日本旅客鉄道. 2019年4月9日閲覧。
5. ↑  “各駅の乗車人員（2003年度）”.   東日本旅客鉄道. 2019年4月9日閲覧。
6. ↑  “各駅の乗車人員（2004年度）”.   東日本旅客鉄道. 2019年4月9日閲覧。
7. ↑  “各駅の乗車人員（2005年度）”.   東日本旅客鉄道. 2019年4月9日閲覧。
8. ↑  “各駅の乗車人員（2006年度）”.   東日本旅客鉄道. 2019年4月9日閲覧。
9. ↑  “各駅の乗車人員（2007年度）”.   東日本旅客鉄道. 2019年4月9日閲覧。
10. ↑  “各駅の乗車人員（2008年度）”.   東日本旅客鉄道. 2019年4月9日閲覧。
11. ↑  “各駅の乗車人員（2009年度）”.   東日本旅客鉄道. 2019年4月9日閲覧。
12. ↑  “各駅の乗車人員（2010年度）”.   東日本旅客鉄道. 2019年4月9日閲覧。
13. ↑  “各駅の乗車人員（2011年度）”.   東日本旅客鉄道. 2019年4月9日閲覧。
14. ↑  “各駅の乗車人員（2012年度）”.   東日本旅客鉄道. 2019年4月9日閲覧。
15. ↑  “各駅の乗車人員（2013年度）”.   東日本旅客鉄道. 2019年4月9日閲覧。
16. ↑  “各駅の乗車人員（2014年度）”.   東日本旅客鉄道. 2019年4月9日閲覧。
17. ↑  “各駅の乗車人員（2015年度）”.   東日本旅客鉄道. 2019年4月9日閲覧。
18. ↑  “各駅の乗車人員（2016年度）”.   東日本旅客鉄道. 2019年4月9日閲覧。
19. ↑  “各駅の乗車人員（2017年度）”.   東日本旅客鉄道. 2019年4月9日閲覧。
20. ↑  “各駅の乗車人員（2018年度）”.   東日本旅客鉄道. 2019年7月14日閲覧。
21. ↑  “各駅の乗車人員（2019年度）”.   東日本旅客鉄道. 2020年7月18日閲覧。
22. ↑  “各駅の乗車人員（2020年度）”.   東日本旅客鉄道. 2021年7月29日閲覧。
23. ↑  “各駅の乗車人員（2021年度）”.   東日本旅客鉄道. 2022年8月12日閲覧。
24. ↑  “各駅の乗車人員（2022年度）”.   東日本旅客鉄道. 2023年7月11日閲覧。

### 当駅周辺の地図
- 津南町案内マップ - ウェイバックマシン（2015年11月6日アーカイブ分）（津南町観光協会）
- 妻有地域の観光ドライブMAP - ウェイバックマシン（2018年11月13日アーカイブ分）（新潟県 十日町地域振興局）